# Politiek lichaam

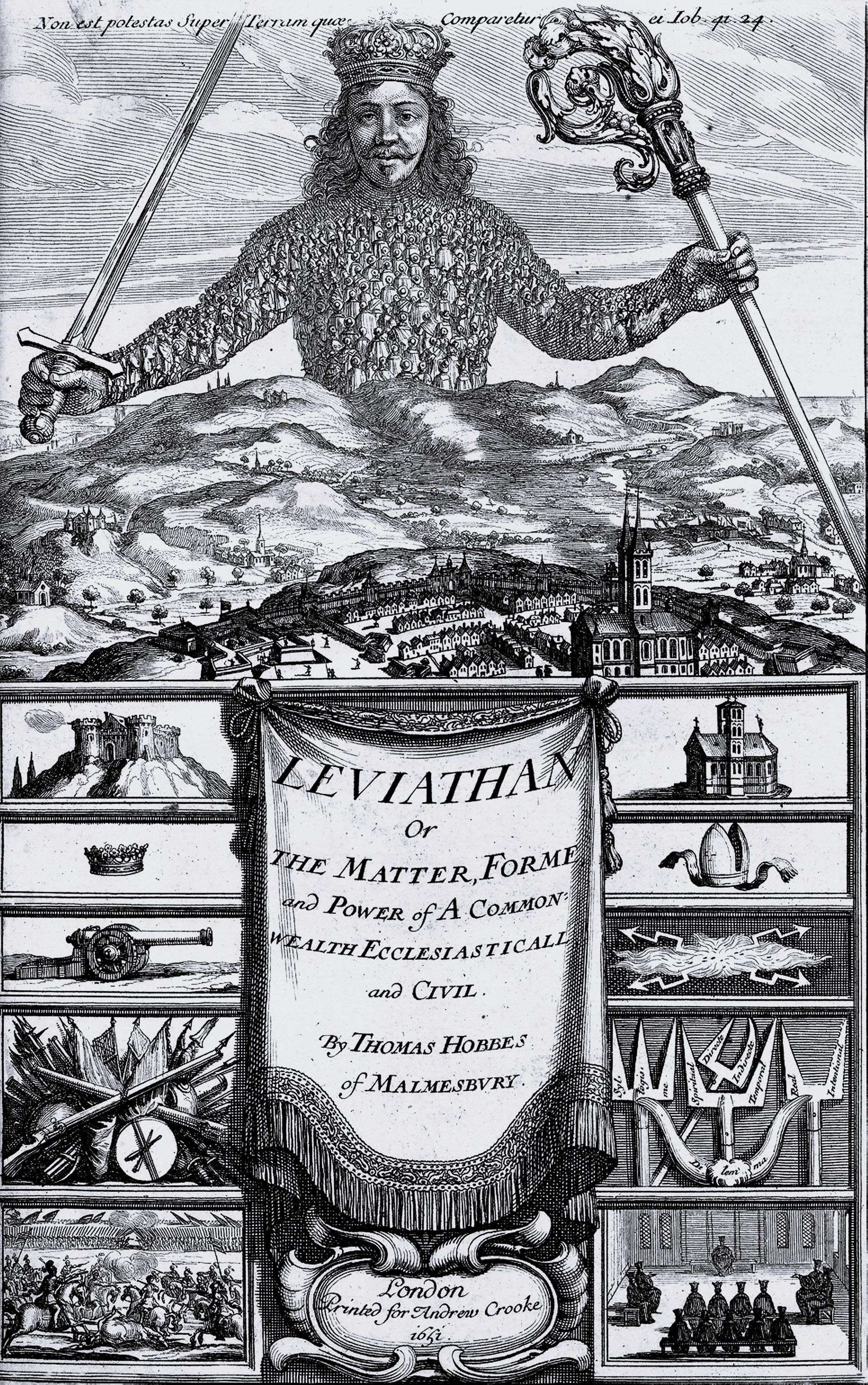
Het frontispice van Leviathan van Thomas Hobbes waarbij het lichaam is opgebouwd uit onderdanen

Het politieke lichaam (body politic, corps-état) is het middeleeuwse idee dat de vorst naast een sterfelijk natuurlijk lichaam (body natural) ook een lichaam heeft dat samen met de onderdanen de staat vertegenwoordigt.
In The King's Two Bodies uit 1957 beschreef Ernst Kantorowicz het fenomeen dat de koning twee lichamen heeft. Hij citeerde hierbij rechter Southcote uit de zaak Willion vs. Berkley waarbij Sir William Berkeley van Beverstone in 1561 stelde dat hij recht had een stuk land te betreden aangezien hij eerder belasting had betaald aan koning Hendrik VII:
De koning heeft twee hoedanigheden, omdat hij twee lichamen heeft. Het ene daarvan is een natuurlijk lichaam, bestaande uit natuurlijke ledematen, zoals ieder ander mens heeft, en als dusdanig is hij onderhevig aan passies en aan de dood, zoals andere mensen dat zijn. Het andere lichaam is een politiek lichaam en de ledematen daarvan zijn zijn onderdanen. Hen en zijn onderdanen vormen samen de maatschappij, en hij is verenigd met hen, en zij met hem. Hij is het hoofd en zij zijn de ledematen, en hij heeft het exclusieve bestuur over hen. Dit lichaam is niet onderhevig aan passies zoals het andere dat is, en ook niet aan de dood. Wat dit lichaam betreft sterft de koning immers nooit. Zijn natuurlijke dood wordt in onze wet niet "de dood" van de koning genoemd, maar "het verscheiden" van de koning. Dat woord betekent niet dat het politieke lichaam van de koning dood is, maar dat er een scheiding van de twee lichamen is en dat het politieke lichaam van de koning is verplaatst en overgebracht van het natuurlijke lichaam, dat nu dood is of nu is ontdaan van de koninklijke waardigheid, naar een ander natuurlijk lichaam. Hoogers (2003)
Johannes van Salisbury (1120–1180) schetste in Policraticus al een dergelijk organisch beeld waarbij hij de verschillende overheidsdienaren vergeleek met lichaamsdelen. Christine de Pizan (ca. 1364-1430) baseerde zich in Le Livre du Corps de Policie op een brief van Plutarchus aan keizer Trajanus.
In Leviathan vergelijkt Thomas Hobbes (1588-1679) de staat met een lichaam waarbij de verschillende lichaamsfuncties gekoppeld zijn aan functies in de samenleving.
Volgens Rousseau (1712-1778) in Du contrat social ontstaat dit politieke lichaam door het afsluiten van een sociaal contract waarvan het volk in zijn geheel deel uitmaakt. Hij ziet daarbij een actief en een passief lichaam, de Soeverein en de Staat. De Soeverein is actief doordat deze optreedt als wetgevende macht die volgt uit de algemene wil, waarbij deze bekrachtigd moeten worden door de volksvertegenwoordiging. De Staat is daarbij passief door de wetten te gehoorzamen.